# Zurian Hechavarría
Zurian Hechavarría Martén (Santiago di Cuba, 10 agosto 1995) è un'ostacolista e velocista cubana.

## Biografia
Dopo aver conquistato la medaglia di bronzo ai campionati del mondo allievi di Lilla 2011 nei 400 metri ostacoli, si diplomò campionessa nazionale nella medesima specialità nel 2012. Ottenne il titolo nazionale sul giro di pista a ostacoli anche nel 2014, 2015, 2017 e 2019 e, sempre nel 2015, anche quello della staffetta 4×400 metri.
Ai Giochi centroamericani e caraibici conquistò due medaglie di bronzo nei 400 metri ostacoli nel 2014 e 2018 e, sempre nel 2018, anche la medaglia d'oro nella staffetta 4×400 metri.
Nel 2021 si classificò prima con la squadra cubana alle World Athletics Relays di Chorzów nella staffetta 4×400 metri femminile.

## Progressione

### 400 metri piani
| Stagione | Tempo | Luogo     | Data      | Rank. Mond. |
| -------- | ----- | --------- | --------- | ----------- |
| 2021     | 52"43 | L'Avana   | 9-4-2021  |             |
| 2020     | 53"01 | Camagüey  | 6-3-2020  |             |
| 2019     | 53"12 | Poznań    | 2-7-2019  |             |
| 2018     | 52"51 | Querétaro | 28-4-2018 |             |
| 2017     | 53"17 | L'Avana   | 15-6-2017 |             |
| 2016     | 54"11 | L'Avana   | 18-3-2016 |             |
| 2014     | 55"02 | L'Avana   | 8-10-2014 |             |
| 2013     | 55"94 | L'Avana   | 17-3-2013 |             |
| 2012     | 55"50 | L'Avana   | 29-6-2012 |             |
| 2011     | 57"12 | L'Avana   | 17-2-2011 |             |

### 400 metri ostacoli
| Stagione | Tempo   | Luogo             | Data      | Rank. Mond. |
| -------- | ------- | ----------------- | --------- | ----------- |
| 2021     | 55"68   | L'Avana           | 6-3-2021  |             |
| 2020     | 55"77   | Camagüey          | 7-3-2020  |             |
| 2019     | 55"00   | Lima              | 6-8-2019  |             |
| 2018     | 55"13   | Barranquilla      | 31-7-2018 |             |
| 2017     | 56"02   | L'Avana           | 20-5-2017 |             |
| 2016     | 57"17   | San Salvador      | 17-7-2016 |             |
| 2015     | 55"97   | San José          | 9-8-2015  |             |
| 2014     | 56"54   | Città del Messico | 16-8-2014 |             |
| 2012     | 1'00"29 | L'Avana           | 24-3-2012 |             |
| 2011     | 58"37   | Lilla             | 9-7-2011  |             |

## Palmarès
| Anno | Manifestazione       | Sede           | Evento        | Risultato  | Prestazione | Note              |
| ---- | -------------------- | -------------- | ------------- | ---------- | ----------- | ----------------- |
| 2011 | Mondiali U18         | Lilla          | 400 m hs      | Bronzo     | 58"37       |                   |
| 2014 | Mondiali U20         | Eugene         | 400 m hs      | 4ª         | 56"89       |                   |
| 2014 | Giochi CAC           | Veracruz       | 400 m hs      | Bronzo     | 57"74       |                   |
| 2015 | World Relays         | Nassau         | 4×400 m       | Finale 2   | 3'30"94     |                   |
| 2015 | Giochi panamericani  | Toronto        | 400 m hs      | 4ª         | 56"72       |                   |
| 2015 | Campionati NACAC     | San José       | 400 m hs      | Bronzo     | 55"97       |                   |
| 2016 | Campionati NACAC U23 | San Salvador   | 400 m hs      | 4ª         | 57"17       |                   |
| 2016 | Giochi olimpici      | Rio de Janeiro | 400 m hs      | Batteria   | 57"28       |                   |
| 2017 | Mondiali             | Londra         | 400 m hs      | Batteria   | 56"44       |                   |
| 2018 | Giochi CAC           | Barranquilla   | 400 m hs      | Bronzo     | 55"13       |                   |
| 2018 | Giochi CAC           | Barranquilla   | 4×400 m       | Oro        | 3'29"48     |                   |
| 2018 | Campionati NACAC     | Toronto        | 400 m hs      | 4ª         | 55"71       |                   |
| 2019 | Giochi panamericani  | Lima           | 400 m hs      | 4ª         | 55"85       |                   |
| 2019 | Giochi panamericani  | Lima           | 4×400 m       | 4ª         | 3'30"89     |                   |
| 2019 | Mondiali             | Doha           | 400 m hs      | Semifinale | 55"03       |                   |
| 2019 | Mondiali             | Doha           | 4×400 m       | Batteria   | 3'29"89     |                   |
| 2021 | World Relays         | Chorzów        | 4×400 m       | Oro        | 3'28"41     |                   |
| 2021 | Giochi olimpici      | Tokyo          | 400 m hs      | Semifinale | 55"21       |                   |
| 2021 | Giochi olimpici      | Tokyo          | 4×400 m       | 8ª         | 3'26"92     |                   |
| 2023 | Giochi CAC           | San Salvador   | 400 m hs      | Oro        | 55"52       |                   |
| 2023 | Giochi CAC           | San Salvador   | 4x400 m       | Oro        | 3'26"08     | Record dei Giochi |
| 2023 | Mondiali             | Budapest       | 400 m hs      | Batteria   | 56"43       |                   |
| 2023 | Mondiali             | Budapest       | 4×400 m       | Batteria   | 3'29"70     |                   |
| 2023 | Giochi panamericani  | Santiago       | 400 m hs      | 5ª         | 57"60       |                   |
| 2023 | Giochi panamericani  | Santiago       | 4x400 m       | Oro        | 3'33"15     |                   |
| 2023 | Giochi panamericani  | Santiago       | 4x400 m mista | 4º         | 3'21"20     |                   |

## Campionati nazionali
- 5 volte campionessa cubana assoluta dei 400 m ostacoli (2012, 2014, 2015, 2017, 2019)
- 1 volta campionessa cubana assoluta della staffetta 4×400 m (2015)

2012
- Oro ai campionati cubani assoluti, 400 m hs - 1'00"29

2014
- Oro ai campionati cubani assoluti, 400 m hs - 58"39

2015
- Oro ai campionati cubani assoluti, 400 m hs - 57"26
- Oro ai campionati cubani assoluti, 4×400 m - 3'41"05

2017
- Oro ai campionati cubani assoluti, 400 m hs - 56"79

2019
- Oro ai campionati cubani assoluti, 400 m hs - 56"96